# Église Saint-Jean-l'Évangéliste de Cudos
Pour les articles homonymes, voir église Saint-Jean-l'Évangéliste.
L'église Saint-Jean-l'Évangéliste est une église catholique située dans le département français de la Gironde, sur la commune de Cudos, en France.

## Localisation
L'église se trouve au centre du village.

## Historique
L'édifice construit aux XIVe a été agrandi au XVIIe siècle avec l'ajout de bas-côtés à la nef et de deux portails latéraux de chaque côté du portail central, puis agrémenté d'un clocher au XIXe siècle ; il est inscrit au titre des monuments historiques par arrêté du 21 décembre 1925.

Il abrite trois retables remarquables protégés restaurés en 2003.

## Galerie

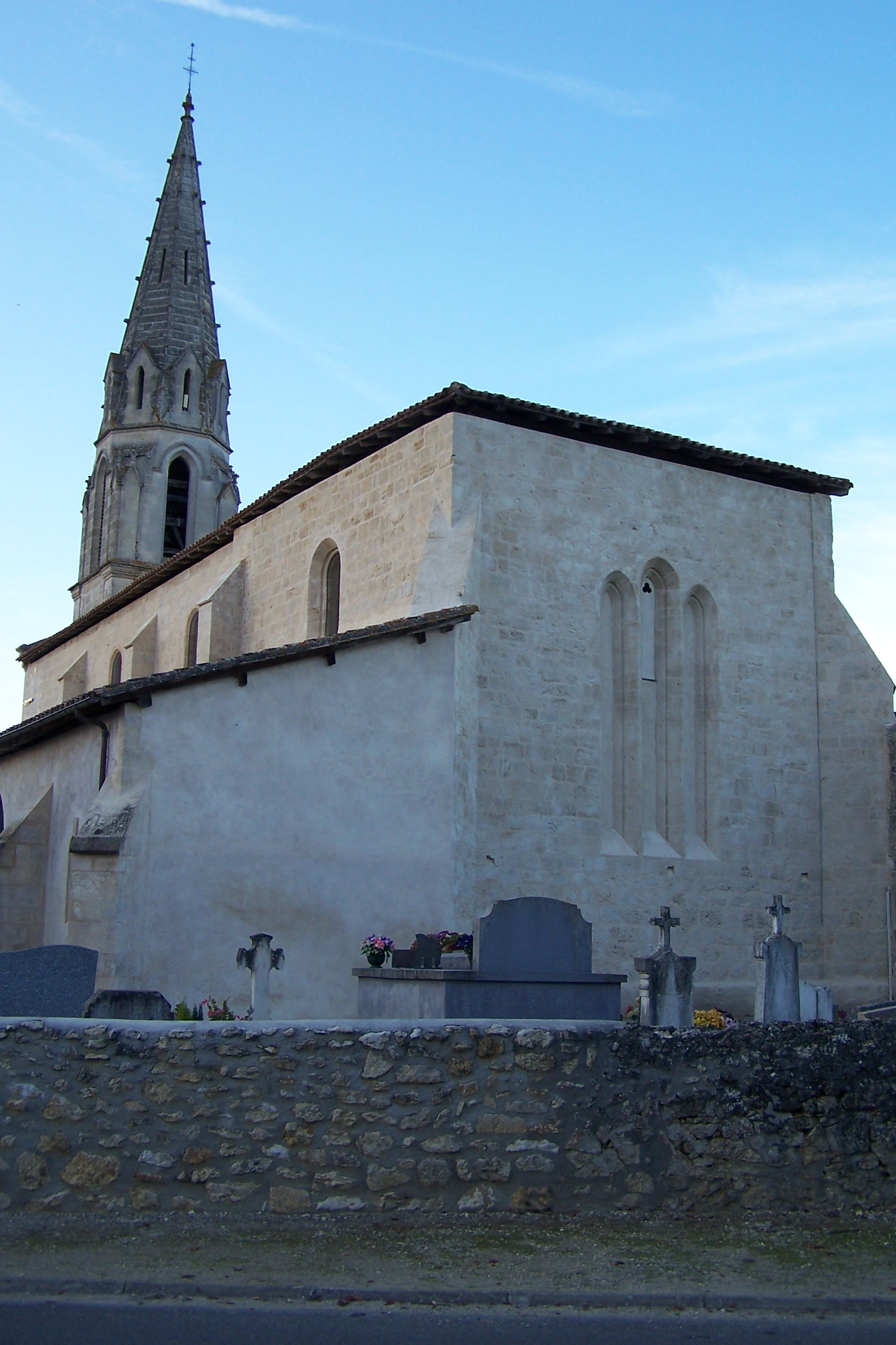
Le chevet, façade est (nov. 2011)
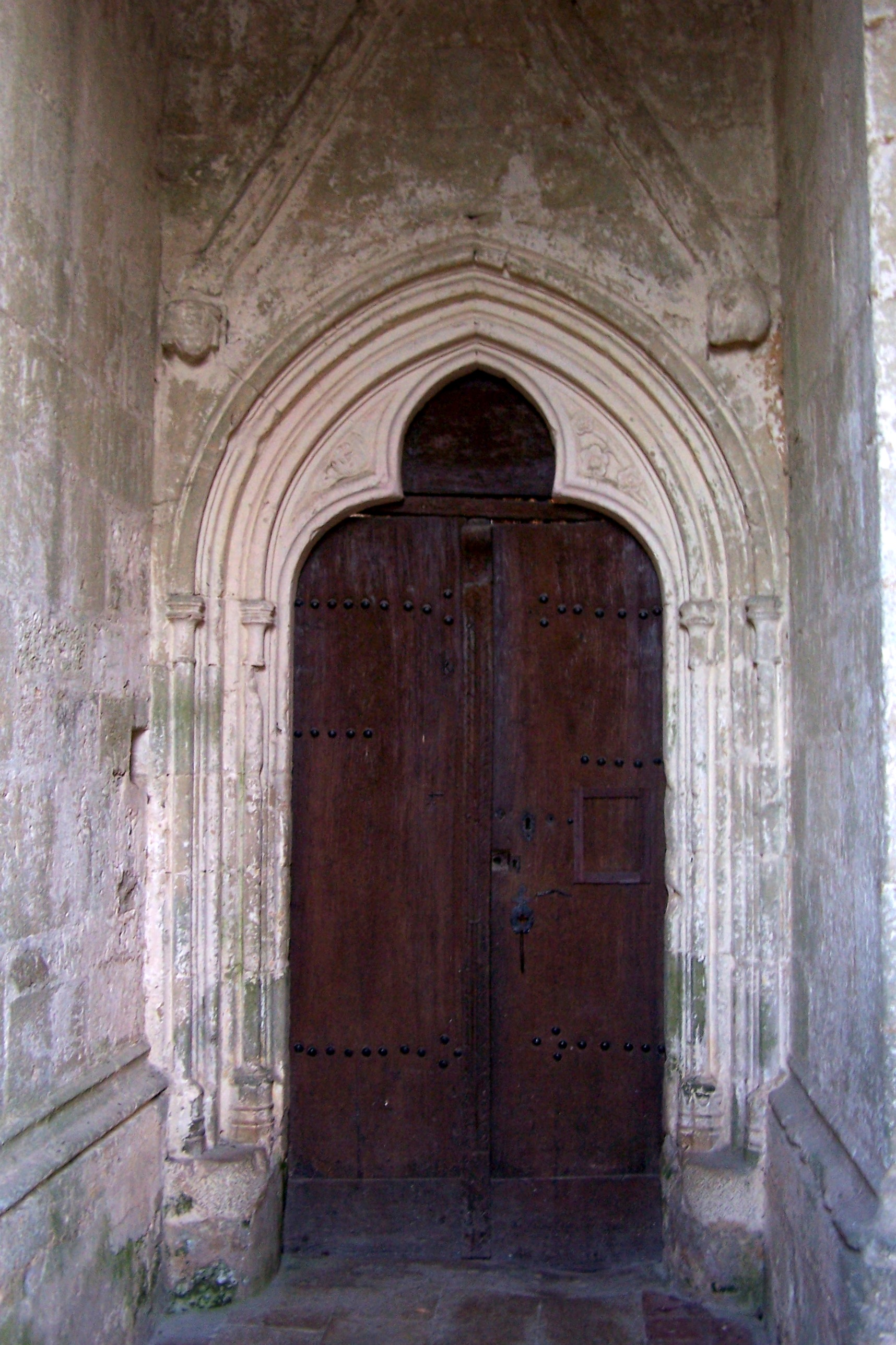
Le portail central (nov. 2011)
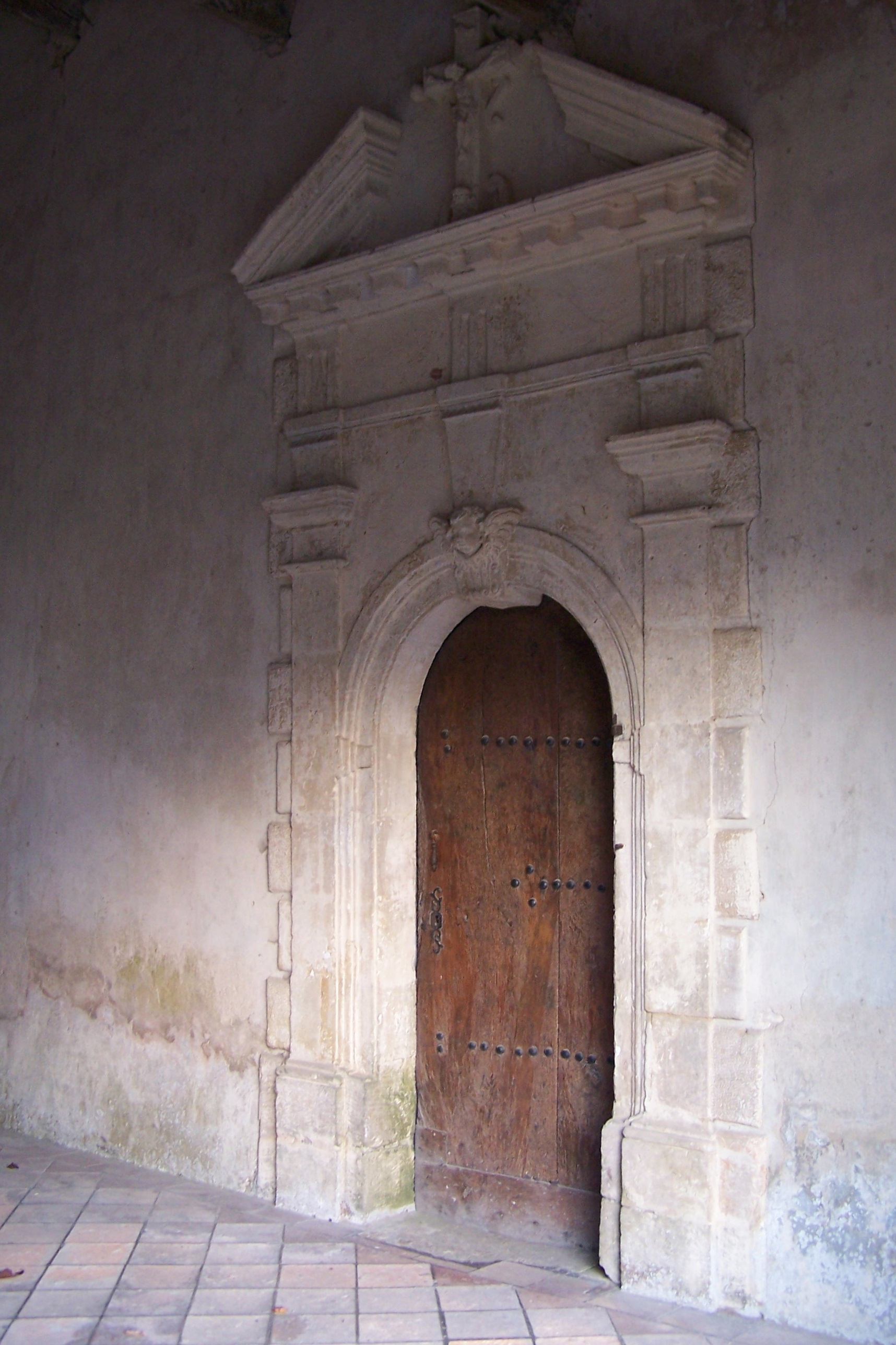
L'un des portails latéraux (nov. 2011)